# الحملة الأمريكية على اليمن (مارس – مايو 2025)
الحملة الأمريكية على اليمن أو المواجهات بين الولايات المتحدة وأنصار الله والتي تُعرف أيضاً باسم هجمات الولايات المتحدة على الحوثيين وأطلقت عليها الولايات المتحدة اسم عملية الراكب الخشن (بالإنجليزية: Operation Rough Rider) هي العملية العسكرية والهجمات الجوية والبحرية واسعة النطاق التي أطلقتها الولايات المتحدة على مناطق سيطرة أنصار الله الحوثيين في اليمن في مساء السبت 15 مارس آذار 2025 وظلت مستمرة لمدة ثلاثة وخمسين يوما حتى إعلان وقف إطلاق النار في 6 مايو 2025.
حيث بدأت الموجة الأولى من الهجمات بغارات جوية وبحرية واسعة النطاق على مناطق سيطرة الحوثيين في اليمن مساء السبت 15 مارس وحتى صباح الأحد 16 مارس 2025، وتمثل هذه العملية أقوى عملية عسكرية أمريكية في الشرق الأوسط منذ تولي دونالد ترامب منصب رئيس الولايات المتحدة، واستهدفت الموجة الأولى من الضربات وفقا للولايات المتحدة رادارات الحركة والدفاعات الجوية وأنظمة الصواريخ والطائرات بدون طيار في البلاد. ووفقًا للقيادة المركزية الأمريكية، فإن الضربات تمثل بداية عملية واسعة النطاق تهدف إلى استعادة الأمن في البحر الأحمر، الذي تعطلت الحركة التجارية فيه لعدة أشهر بسبب هجمات حركة أنصار الله الحوثيين على السفن التجارية والعسكرية دعما لغزة.
وقد شنّ الحوثيون الذين يُعتبروا جزءًا من محور المقاومة أكثر من 190 هجومًا على السفن، بما في ذلك غرق سفينتين والسيطرة على سفينة وقتل 4 بحارة على الأقل. كما حولوا الحوثيون هذه الهجمات إلى عملية مربحة، حيث يُقال أنهم كسبوا مليارات من خلال تقديم مرور آمن لمن يدفع. وأطلقت المجموعة الصواريخ البالستية والمُسيرات على "إسرائيل"، مما أسفر عن مقتل مدني واحد في تل أبيب. ردًا على ذلك، قامت الولايات المتحدة والمملكة المتحدة وإسرائيل، بدعم من تحالف متعدد الجنسيات، بتنفيذ ضربات عسكرية لتقليص قدرات الحوثيون.
وحذّر الرئيس الأمريكي دونالد ترامب الحوثيون قائلًا "إلى جميع الإرهابيين الحوثيين، لقد انتهى وقتكم، ويجب أن تتوقف هجماتكم، ابتداء من اليوم. إن لم يتوقفوا، فستمطر عليكم جهنم كما لم تروا من قبل". كما خاطب إيران في الوقت نفسه وقال إنّ يجب وقف دعم وكلائها الإرهابيين فورا، وقال إنه إذا يهددوا الشعب الأمريكي أو ممرات الشحن العالمية، فإنّ أميركا ستحاسبهم بالكامل، ولن تكون لطفاء في ذلك. تأتي هذه التصعيدات في وقت تواجه فيه إيران تدقيقًا دوليًا متزايدًا بشأن برنامج تخصيب اليورانيوم، حيث عبرت الوكالة الدولية للطاقة الذرية عن مخاوفها بشأن قربها من مستويات تخصيب تخص الأسلحة.

## خلفية
حركة أنصار الله هي حركة إسلامية شيعية عسكرية من اليمن، مدعومة من إيران وتُعتبر جزءًا من محور المقامة الذي تقوده إيران. نشأت في التسعينات، ولعبت دورًا كبيرًا في الحرب الأهلية اليمنية، حيث تعارض الحكومة المعترف بها دوليًا في اليمن. سيطرت الحركة على شمال اليمن بما في ذلك العاصمة صنعاء، منذ عام 2014، وتعرضت لإدانة واسعة بسبب انتهاكات حقوق الإنسان. تصنف بعض الدول الجماعة كمنظمة إرهابية. قاتل الحوثيون ضد تحالف بقيادة السعودية مدعوم من الولايات المتحدة، لأكثر من عقد من الزمان.
منذ الهجوم الذي شنته حماس على إسرائيل في 7 أكتوبر 2023، استهدفت جماعة الحوثيين بشكل متكرر الشحن التجاري في البحر الأحمر باستخدام الصواريخ والمسيّرات والقوارب المفخخة، مما أجبر العديد من شركات الشحن على إعادة توجيه السفن حول جنوب إفريقيا بتكاليف أعلى. منذ نوفمبر 2023، شنوا أكثر من 190 هجومًا على الشحن، وغرقوا سفينتين، استولوا على أخرى، وقتلوا ما لا يقل عن أربعة من أفراد الطاقم، مما عطل التجارة العالمية. أفادت مجلة ذي إيكونوميست أن شحنات البضائع في البحر الأحمر انخفضت بنسبة 70% من حيث الحجم نتيجة لهذه الهجمات. وبمطالبتهم بدفع أموال من مالكي السفن مقابل مرور آمن، حول الحوثيون هجماتهم إلى نموذج تجاري، مما يحقق لهم إيرادات ضخمة من خلال المعاملات في السوق السوداء وشكل من أشكال الابتزاز البحري.
أطلق الحوثيون الصواريخ البالستية والمُسيرات على إيلات وتل أبيب وغيرها من المدن الإسرائيلية، مما أسفر عن مقتل مدني واحد في تل أبيب. ردًا على ذلك، قامت الولايات المتحدة والمملكة المتحدة وإسرائيل، بدعم من تحالف متعدد الجنسيات، بتنفيذ عمليات عسكرية ضد أهداف الحوثيين لتعطيل قدراتهم.
بينما عانى أعضاء آخرون في محور المقاومة الإيراني، بما في ذلك حركة حماس وحزب الله ونظام الأسد، من انتكاسات كبيرة أو تم تفكيكهم، استغل الحوثيون جغرافية اليمن وضعف الدولة للبقاء في السلطة. بعد وقف إطلاق النار في غزة في يناير 2025، أوقفوا هجماتهم، لكن التوترات عادت عندما هددوا باستئناف الهجمات على إسرائيل إذا تم تعطيل المساعدات الإنسانية إلى غزة. كما أطلق الحوثيون صاروخًا على طائرة F-16 تابعة للقوات الجوية الأمريكية وزعموا أنهم أسقطوا مسيرة MQ-9 Reaper أمريكية. أعادت الإدارة الأمريكية في يناير 2025 تصنيف الحوثيين كمنظمة إرهابية أجنبية.

## الضربات

### 15 مارس
الضربات، التي وصفها المسؤولون الأمريكيون بأنها أبرز عمل عسكري خلال الولاية الثانية لترامب، نُفذت بواسطة طائرات مقاتلة من حاملة الطائرات هاري إس. ترومان، المتمركزة في البحر الأحمر الشمالي، وطائرات هجوم تابعة للقوات الجوية الأمريكية ومسيرات مسلحة أُطلقت من قواعد إقليمية.
استهدفت الضربات الجوية عدة مواقع في اليمن، بما في ذلك مجمع مطار صنعاء، الذي يحتوي على منشأة عسكرية كبيرة، مع ظهور صور تظهر الدخان الأسود يتصاعد فوق المنطقة. كما ضربت الضربات منطقة الشُعَاب في شمال صنعاء، والمنشآت العسكرية في تعز، ومحطة كهرباء في ضحيان.
ومن جانبهم، وصف الحوثيون الضربات بأنها "جريمة حرب" وتعهدوا بالانتقام.

### 17 مارس
وفي 17 مارس، قالت القيادة المركزية الأميركية "سنتكوم"، إن الولايات المتحدة تواصل غاراتها الجوية ضد جماعة الحوثي المتحالفة مع إيران. وأفادت وكالة الأنباء اليمنية "سبأ" بوقوع غاراتين جويتين في منطقة مدينة الحديدة الساحلية. وتبعد الحديدة نحو 230 كيلومترا عن العاصمة صنعاء.

### الهدف
قال الرئيس دونالد ترامب إن الحوثيين يشنون حملة من "هجمات إرهابية وعمليات قرصنة ضد السفن والطائرات الأمريكية في المنطقة"، وتعهد باستخدام "القوة المميتة الساحقة" حتى تتوقف هجمات الحوثيين على الشحن،  معلنًا أنه "لن يسمح لأي قوة إرهابية منع السفن من الإبحار بحرية في الممرات المائية".
وخاطب ترامب الحوثيين قائلاً: "إلى جميع الإرهابيين الحوثيين، لقد انتهى وقتكم، ويجب أن تتوقف هجماتكم، ابتداء من اليوم. إن لم يتوقفوا، فستمطر عليكم جهنم كما لم تروا من قبل". كما حذر إيران من إنهاء دعمها للحوثيين، مؤكدًا أنه سيحملها "المسؤولية الكاملة" عن أفعال وكيلها.
كتب وزير الدفاع الأمريكي، بيت هيغسيث، أن "هجمات الحوثيين على السفن والطائرات الأمريكية (وجنودنا) لن يتم التسامح معها؛ وإيران، راعيهم، على علم بذلك"، مضيفًا أن "حرية الملاحة ستُستعاد". أجاز ترامب خطة الضربة، التي كانت قيد التطوير لعدة أسابيع، مع إصدار الأمر النهائي يوم السبت 15 مارس. وقد تلقى بعض أعضاء الكونغرس إحاطات من البيت الأبيض في نفس اليوم.
كما قال ترامب إنّ إيران ستتحمل المسؤولية عن أي هجمات أخرى تنفذها جماعة أنصار الله.

## ردود الفعل

### الولايات المتحدة
زعم الرئيس دونالد ترامب أن الحوثيين يشنون حملة "قرصنة وعنف وإرهاب ضد السفن والطائرات والطائرات بدون طيار الأمريكية وغيرها"، وتعهد باستخدام "القوة المميتة الساحقة" حتى تتوقف هجمات الحوثيين على السفن، معلناً أن "أي قوة إرهابية لن تمنع السفن التجارية والبحرية الأمريكية من الإبحار بحرية في الممرات المائية في العالم".
أرسل ترامب تهديداتٍ وقال: "لقد انتهى وقتكم، ويجب أن تتوقف هجماتكم ابتداءً من اليوم. إن لم تفعلوا، فسيُمطر عليكم جحيمٌ لم تروا مثله من قبل." كما حذّر إيران من ضرورة إنهاء دعمها للحوثيين، ووعد بمحاسبتها "كاملةً" على أفعال الجماعة المسلحة.
وادعى وزير الدفاع الأمريكي بيت هيغسيث أن "هجمات الحوثيين على السفن والطائرات الأمريكية (وقواتانا!) لن يتم التسامح معها؛ وإيران، راعيتهم، على علم بذلك"، مضيفًا أن "حرية الملاحة سوف تُستعاد".

### اليمن
- الحوثيون: وصف المكتب السياسي لجماعة الحوثيين هذه الهجمات بأنها «جريمة حرب» وقال، في بيان، إن قواتهم "مستعدة تماماً للرد على التصعيد بالتصعيد".[31]
- : حمل مجلس القيادة الرئاسي اليمني المعترف به من الأمم المتحدة جماعة الحوثيين مسؤولية التصعيد العسكري الأميركي، فضلًا عن «جلب العقوبات الدولية وعسكرة المياه الإقليمية»، وحثّ المجتمع الدولي على "تعزيز التعاون وتبني استراتيجية شاملة لمواجهة ميليشيات الحوثي وتجفيف منابع تمويلها"، وأوضح المجلس أن "الضربات الأمريكية تُشير إلى تحوّل في النهج الدولي تجاه الحوثيين، مؤكدًا أن تهديدهم يتجاوز اليمن وجيرانه، مُعرّضًا الأمن والاستقرار العالميين للخطر".[32][33]

### الرد العسكري
وفي 16 مارس، أعلن الحوثيون أنهم أطلقوا 18 صاروخًا باليستيًا وصاروخًا كروز وطائرة بدون طيار على حاملة الطائرات الأمريكية يو أس أس هاري ترومان ومجموعة حاملة الطائرات التابعة لها شمال البحر الأحمر. وزعم مسؤول أمريكي أن طائرات مقاتلة من طراز إف-16 وإف -18 اعترضت 11 طائرة بدون طيار، بينما تعطل صاروخ حوثي وسقط في الماء. وفي صباح يوم 17 مارس، أعلن الحوثيون عن شن ضربة أخرى على حاملة الطائرات الأمريكية هاري إس ترومان والسفن الحربية المحيطة بها، والتي تتكون من 18 صاروخًا وطائرة بدون طيار في شمال البحر الأحمر وإفشال "هجوم معاد" معد له مسبقًا.
وفي 17 مارس / آذار، خرج عشرات الآلاف من المتظاهرين في مسيرات دعماً للحوثيين في صنعاء وصعدة وذمار والحديدة وعمران.

### العالم
- إيران: في أعقاب الهجمات، صرّح القائد العام للحرس الثوري الإيراني، حسين سلامي، بأن الحوثيين تصرفوا بشكل مستقل عن إيران، وحذر من أن "إيران سترد بحزم وقوة إذا نفذوا تهديداتهم"، في إشارة إلى تهديدات ترامب ضد البلاد.[38][39] ووصفت وزارة الخارجية الإيرانية الهجمات بأنها انتهاك لميثاق الأمم المتحدة والقانون الدولي. وصرح وزير الخارجية عباس عراقجي بأن أمريكا لا تملك أي سلطة على السياسة الخارجية الإيرانية.[40] وفي رسالة إلى الأمين العام للأمم المتحدة أنطونيو غوتيريش ومجلس الأمن، صرّح الممثل الدائم لإيران، أمير سعيد إيرفاني، بأن ترامب ومسؤولين أمريكيين آخرين أدلوا بتصريحات "متهورة واستفزازية" تتضمن "اتهامات لا أساس لها" وتهديدات باستخدام القوة ضد طهران. ورفض مزاعم ترامب بشأن الدعم الإيراني للحوثيين، متهمًا الرئيس الأمريكي بمحاولة "تبرير أعمال العدوان وجرائم الحرب ضد اليمن بشكل غير قانوني". وحذّر من أن أي عدوان على إيران ستكون له عواقب وخيمة، وستتحمل الولايات المتحدة مسؤوليتها كاملةً، وحثّ مجلس الأمن على أخذ التصريحات التحريضية على محمل الجد وضمان الامتثال لميثاق الأمم المتحدة.[41][42]

ونفى مسؤول سعودي تقارير تزعم أن الرياض تُقدم دعمًا لوجستيًا للهجمات الأمريكية على اليمن، وفي حديثه لقناة العربية، نفى المسؤول هذه المزاعم ووصفها بأنها "مُضللة"، مُؤكدًا أن المملكة لا تُزود العمليات العسكرية بالنفط. ويأتي هذا الرفض بعد تقارير تفيد بأن المملكة المتحدة ساعدت في تزويد الطائرات المقاتلة الأمريكية بالوقود في المجال الجوي السعودي، بينما تعهد الحوثيون باتخاذ إجراءات "ضد أي دولة تتعاون مع العدو الأمريكي".
- حزب الله: أدان حزب الله اللبناني الهجوم وأكّد أنّ «هذا العدوان يأتي في محاولة يائسة لثني هذا الشعب الأبي عن مواصلة مساندته البطولية للشعب الفلسطيني واستمرار ضغطه لرفع الحصار الجائر عن غزة لإدخال المساعدات الإنسانية والإغاثية» وقال إنّ استهداف المدنيين والمنشآت الحيوية في اليمن "يكشف عن الوجه الحقيقي والقبيح للإدارة الأميركية التي تمارس الإرهاب والبلطجة بحق الشعوب المناهضة لسياستها الاستكبارية في المنطقة والعالم».[45]
- الصين: ودعا المتحدث باسم وزارة الخارجية الصينية ماو نينغ إلى الحوار وتهدئة الأوضاع، مؤكداً في الوقت نفسه موقف الصين الرافض للتصعيد العسكري في المنطقة.[46]
- روسيا: ودعا وزير الخارجية الروسي سيرجي لافروف إلى إنهاء الضربات وحث على إجراء محادثات دبلوماسية لإيجاد حل سلمي.[47]
- الأمم المتحدة: ودعا الأمين العام للأمم المتحدة أنطونيو غوتيريش إلى وقف الأنشطة العسكرية في المنطقة وحذر من أن التصعيد قد يؤدي إلى زعزعة استقرار اليمن وتفاقم الوضع الإنساني في البلاد.[48]
- المملكة المتحدة: وأكدت حكومة كير ستارمر أن المملكة المتحدة قدمت الدعم للضربات في اليمن من خلال "عمليات التزود بالوقود الروتينية جواً للحلفاء".[49]
- كوريا الشمالية: وأدان السفير الكوري الشمالي لدى مصر، ما دونج هي، المعتمد أيضاً لدى اليمن، الهجمات باعتبارها تهديداً أميركياً للنظام الإقليمي والعالمي.[50]

## اعترافات مسؤولين أمريكيين عن العملية
قال المسؤولين الامريكان في قناه CNN أن الحمله لم توثر في الحكم الحوثين او قواتهم العسكرية وا  إصرار الحوثين لم تتغير الكثير في ضرب السفن الأمريكية وا الإسرائيلية  وا  أن الخسائر المادية المستمرة للمسيرات ال MQ  وا هاذا الشي أدى إلى عرقله العمليه بشكل واضح وا بسبب هاذا الشي الامريكان لم يستطيعوا الهجوم على مناطق استراتيجيه حوثية وا أضاف وا قال إن الحوثين اصبحو أكثر براعة في استهداف طائراتنا المسيرة من طراز MQ الذي هي الأنسب للمهمة ولكن الحوثين يسقطونها وا قالو كنا نتوقع أن ننتصر في الجوله الاولى وا نسهدف قادة الحوثين في الجوله الثانيه ولكن الحوثين نجحو في إسقاط 7 مسيرات مما عرقل الانتقال الى الجولة أو المرحلة الثانية 

## أنظر أيضًا
- أنصار الله الحوثيون
- الغارات الأمريكية البريطانية على اليمن 2024
- أزمة البحر الأحمر
- تحالف حارس الازدهار